# 9-та повітрянодесантна бригада (СРСР)
9-та пові́тряно-деса́нтна брига́да (9 пдбр) — повітряно-десантна бригада, військове з'єднання повітряно-десантних військ Радянського Союзу за часів Другої світової війни.

## Командування
- Командир:
  - полковник Конінський Василь Олексійович,
  - полковник Куришев Іван Гнатович (з 07.1941 — зима 1942)

## Відео
- Освободители. Воздушный десант (рос.)